# Kup Srbije 2006-2007
La Kup Srbije u fudbalu 2006-2007 (in cirillico Куп Србије у фудбалу 2006-2007, Coppa di Serbia di calcio 2006-2007), conosciuta anche come Lav kup Srbije 2006-2007 per motivi di sponsorizzazione, fu la 1ª edizione della coppa della Serbia di calcio (l'anno precedente le squadre serbe prendevano parte alla coppa di Serbia e Montenegro)
Il detentore era la Stella Rossa. In questa edizione la coppa fu vinta ancora dalla Stella Rossa (al suo 1º titolo, 22ª coppa nazionale in totale) che sconfisse in finale il Vojvodina.

## Formula
La formula è quella dell'eliminazione diretta, in caso si parità al 90º minuto si va direttamente ai tiri di rigore senza disputare i tempi supplementari (eccetto in finale). Gli accoppiamenti sono decisi tramite sorteggio; in ogni turno (eccetto le semifinali, dove il sorteggio è libero) le "teste di serie" non possono essere incrociate fra loro.

### Calendario
| Turno                | Numero di incontri | Squadre | Entrano a questo turno | Date              |
| -------------------- | ------------------ | ------- | --- | ----------------- |
| Sedicesimi di finale | 16                 | 32 → 16 | 13 squadre serbe della Prva liga SCG 2005-2006 prime 14 classificate della Prva Liga Srbija 2005-2006 5 vincitrici delle coppe regionali | 20 settembre 2006 |
| Ottavi di finale     | 8                  | 16 → 8  | – | 25 ottobre 2006   |
| Quarti di finale     | 4                  | 8 → 4   | – | 14 marzo 2007     |
| Semifinali           | 2                  | 4 → 2   | – | 18 aprile 2007    |
| Finale               | 1                  | 2 → 1   | – | 15 maggio 2007    |

### Squadre partecipanti
Partecipano 32 squadre: le 13 serbe della Prva liga SCG 2005-2006, 14 della Prva liga 2005-2006 e le 5 vincitrici delle coppe regionali 2005-2006.
Le vincitrici delle coppe regionali 2005-2006 sono: Big Bul Bačinci (Vojvodina), Teleoptik (Belgrado), Jedinstvo Putevi (Ovest), Timok (Est) e Mokra Gora (Kosovo e Metochia).
SuperLiga
- Banat Zrenjanin
- Bežanija
- Borac Čačak
- Hajduk Kula
- Mladost Apatin
- OFK Belgrado
- Partizan
- Smederevo
- Stella Rossa
- Vojvodina
- Voždovac
- Zemun

Prva liga
- BASK Belgrado
- ČSK Čelarevo
- Čukarički Stankom
- Javor Ivanjica
- Mačva Šabac
- Mladenovac
- Napredak Kruševac
- Obilić
- Rad Belgrado
- Radnički Niš
- Radnički Pirot
- Sevojno
- Spartak Subotica
- Srem
- Vlasina

Srpska liga
- Big Bul Bačinci
- Teleoptik
- Timok

Zonska liga
- Jedinstvo Putevi
- Mokra Gora

## Sedicesimi di finale
| Squadra 1         | Risultato       | Squadra 2         |
| ----------------- | --------------- | ----------------- |
| 20.09.2006        |                 |                   |
| Timok             | 0 – 1           | Banat Zrenjanin   |
| Jedinstvo Putevi  | 1 – 3           | Čukarički Stankom |
| Mladenovac        | 2 – 1           | Smederevo         |
| Obilić            | 0 – 3           | Vlasina           |
| Vojvodina         | 4 – 1           | BASK Belgrado     |
| Mokra Gora        | 1 – 1 (4-3 dtr) | Borac Čačak       |
| Srem              | 1 – 0           | Rad Belgrado      |
| Spartak Subotica  | 0 – 2           | Mladost Apatin    |
| Teleoptik         | 2 – 2 (4-5 dtr) | Voždovac          |
| Bežanija          | 4 – 0           | Mačva Šabac       |
| Napredak Kruševac | 3 – 0           | Javor Ivanjica    |
| Radnički Niš      | 3 – 0           | Hajduk Kula       |
| Big Bul Bačinci   | 0 – 4           | OFK Belgrado      |
| Partizan          | 3 – 0           | ČSK Čelarevo      |
| 25.10.2006        |                 |                   |
| Stella Rossa      | 3 – 0           | Sevojno           |
| Zemun             | 1 – 1 (3-5 dtr) | Radnički Pirot    |

## Ottavi di finale
| Squadra 1       | Risultato       | Squadra 2         |
| --------------- | --------------- | ----------------- |
| 25.10.2006      |                 |                   |
| Mladost Apatin  | 2 – 0           | OFK Belgrado      |
| Banat Zrenjanin | 1 – 1 (8-7 dtr) | Napredak Kruševac |
| Voždovac        | 1 – 2           | Čukarički Stankom |
| Partizan        | 2 – 0           | Srem              |
| Mladenovac      | 0 – 1           | Vojvodina         |
| Vlasina         | 0 – 0 (2-4 dtr) | Bežanija          |
| 08.11.2006      |                 |                   |
| Mokra Gora      | 1 – 2           | Stella Rossa      |
| Radnički Pirot  | 3 – 1           | Radnički Niš      |

## Quarti di finale
| Squadra 1         | Risultato | Squadra 2    |
| ----------------- | --------- | ------------ |
| 14.03.2007        |           |              |
| Mladost Apatin    | 0 – 3     | Partizan     |
| Banat Zrenjanin   | 1 – 0     | Bežanija     |
| Čukarički Stankom | 0 – 2     | Stella Rossa |
| Radnički Pirot    | 1 – 2     | Vojvodina    |

## Semifinali
| Squadra 1    | Risultato | Squadra 2       |
| ------------ | --------- | --------------- |
| 18.04.2007   |           |                 |
| Stella Rossa | 1 – 0     | Partizan        |
| Vojvodina    | 1 – 0     | Banat Zrenjanin |

| Arbitro: | Mihailo Jeknić (Belgrado) |

|             |           |  |
| Milijaš 15’ | Marcatori |  |

## Finale
| Squadra 1    | Risultato | Squadra 2 |
| ------------ | --------- | --------- |
| 15.05.2007   |           |           |
| Stella Rossa | 2 – 0     | Vojvodina |

| Arbitro: | Dejan Delević (Belgrado) |

| |            | |
| Koroman 63’ Đokić 85’ | Marcatori  | |
| Randjelović Basta Gueye Tutorić Andjelković Milovanović Castillo Milijaš (56' Burzanović) Rašković (84' Joksimović) Koroman (75' Đokić) Purović | Formazioni | Kahriman Stošić Đurić Pekarić Petković Kačar (75' Sikimić) Popović Buač (65' Pantelić) Tadić (88' Smiljanić) Davidov Despotović |
| Boško Đurovski | Allenatori | Milovan Rajevac |

## Premi individuali
| Premio                  | Vincitore     | Squadra             |
| ----------------------- | ------------- | ------------------- |
| Most Valuable Player    | Nenad Milijaš | Stella Rossa        |
| Capocannoniere          | Žarko Lazetić | Bežanija / Partizan |
| Miglior arbitro         | Dejan Delević | Belgrado            |
| Fonte: glas-javnosti.rs |               |                     |